# 石川光久
石川 光久（いしかわ みつひさ、1958年10月30日 - ）は、日本のアニメーションプロデューサー、実業家、大学教授。株式会社IGポート代表取締役社長、株式会社プロダクション・アイジー代表取締役会長、株式会社タツノコプロ非常勤取締役、日本動画協会理事、東京大学大学院情報学環特任教授。
株式会社イング社長、株式会社プロダクション・アイジー代表取締役社長などを歴任した。2003年「アントレプレナー・オブ・ザ・イヤー・ジャパン（EOY JAPAN 2003）」大賞受賞 日本代表に選出され、翌年モナコの世界大会に出場。2004年 デジタルコンテンツグランプリDCAJ会長賞を受賞。

## 概要
東京都出身。1980年代に、タツノコプロにて制作やプロデューサーを担当する。『赤い光弾ジリオン』のプロデューサーを担当した後、独立してアイジータツノコ（のちのプロダクション・アイジー）を設立した。2005年にプロダクション・アイジーの株式をジャスダックに上場し、ビジネス誌から取材を受けるなど企業経営者としても注目を浴びる。また、2004年に東京大学大学院情報学環の特任教授に就任する。
現在はプロダクション・アイジーの代表取締役会長を務めるとともに、アメリカ合衆国の現地法人の社長、同社やマッグガーデンなどを傘下に擁する持ち株会社「IGポート」の代表取締役も兼任する。また、竜の子プロダクションでは非常勤で取締役を務めている。
プレイステーションゲーム『やるドラ』シリーズで、企画、原作、制作をプロダクションI.Gが担当。ゲームの自社開発に参入。テレビドラマ『ケータイ捜査官7』で初の実写作品を制作。
『イノセンス』で共同プロデューサーを一緒にした際、「スタジオジブリの社長をやってくれないか」ともう一人のプロデューサー鈴木敏夫から打診されたが断っている。
『キル・ビル』のアニメパート制作を打診されたとき他の仕事で手一杯だったので断ったら、クエンティン・タランティーノ本人がアポなしで東京・国分寺の本社まで直談判しに来た。
『キックハート』で日本のアニメ初のクラウドファンディングを活用した。

## 来歴

### 生い立ち
東京都八王子市の農家に生まれた。中学校や高等学校の野球部では主将を務めた。子供時代からテレビを見ることはあまりなく、アニメには全く興味がなかったという。明星大学在学中に文楽を見て感動し、同じ人形芝居ということで八王子市にある古典芸能の人形劇団「八王子車人形」に属して人形作りや黒衣の修行を積む。人形劇団が国外で公演している間のアルバイトとして、劇団関係の仕事と勘違いしてアニメ制作作会社竜の子プロダクション（通称タツノコプロ）へ。

### 竜の子プロダクション
テレビアニメ『黄金戦士ゴールドライタン』で、制作進行として働く。アニメーターのなかむらたかしとの出会いを得て、アニメへの関心が湧くが、『黄金戦士ゴールドライタン』終了後は国外を10ヶ月ほど放浪、帰国後に偶然会った真下耕一の誘いで『未来警察ウラシマン』で復帰する。同作で制作進行を経て、制作デスクとなる。
石川がプロデューサーとして活動した1980年代半ば以降の竜の子プロダクションは、どんどん人材が流出していた。石川自身は竜の子プロダクションに「よくしてもらった」と恩義と感謝を口にするが、制作状況の悪化にアニメ自体をやめようとまで思いつめる。その最後の作品にするつもりだったのがテレビアニメ『赤い光弾ジリオン』である。当初は竜の子プロダクション社内でも石川に任せることに反対論があったというが、これを石川は成功させ、『赤い光弾ジリオン』制作のために集まったスタッフのために独立を決意。そうして設立された「アイジータツノコ」は、竜の子プロダクションからも出資をしてもらうとともに作品の下請けをもらい、形の上では円満な暖簾分けであった。

### プロダクション・アイジー
1993年、アイジータツノコの社名を「プロダクション・アイジー」に変更する。その後、版権管理事業を担当するイングと合併させる。
2007年、プロダクション・アイジーを「IGポート」に社名変更した上で持ち株会社化し、出版社をマッグガーデンなどを傘下に収める。また、同社のアニメ制作事業は、分割新設会社であるプロダクション・アイジーに引き継がせた。
2022年8月30日、代表取締役社長を退任し代表取締役会長に就任した。

## 家族・親族
竜の子プロダクション創業者の吉田竜夫の三女でアニメのカラーデザインや制作を担当していた吉田みちると『赤い光弾ジリオン』の頃に結婚。吉田健二、九里一平、吉田すずから吉田一族と姻戚になる。みちるはプロダクション・アイジーの取締役を務め、2人の娘をもうけたが、2006年になって離婚した。

## 参加作品

### タツノコプロ時代
1981年
- 黄金戦士ゴールドライタン（制作進行）

1983年
- 未来警察ウラシマン（制作デスク・進行）

1984年
- OKAWARI-BOY スターザンS（制作担当）
- よろしくメカドック（制作担当）

1985年
- 炎のアルペンローゼ ジュディ&ランディ（制作担当）
- 昭和アホ草紙あかぬけ一番!（制作担当）

1986年
- 光の伝説（制作担当）
- ドテラマン（制作担当）

1987年
- 赤い光弾ジリオン（制作プロデューサー）

### I.Gタツノコ/Production I.G 時代
1989年
- 機動警察パトレイバー the Movie（アニメーション制作プロデューサー）

1990年
- 八神くんの家庭の事情（プロデューサー）
- しあわせのかたち（プロデューサー）

1991年
- アルスラーン戦記（制作プロデューサー）
- 乙姫CONNECTION（制作プロデューサー）

1992年
- 電影少女 -VIDEO GIRL AI-（プロデューサー）
- 聖飢魔II／HUMANE SOCIETY 〜人類愛に満ちた社会〜（制作プロデューサー）
- 風の大陸 The Weathering Continent（制作プロデューサー）
- トーキング・ヘッド（アニメーション制作）

1993年
- ドラゴンハーフ（プロデューサー）
- 流星機ガクセイバー（プロデューサー）
- ふぁんたじあ（プロデューサー）
- ぼくの地球を守って（プロデューサー）
- 機動警察パトレイバー2 the Movie（プロデューサー）

1994年
- B.B.フィッシュ（プロデューサー）
- 爆炎CAMPUSガードレス（プロデューサー）
- BLUE SEED（エグゼクティブプロデューサー）

1995年
- GHOST IN THE SHELL / 攻殻機動隊（プロデューサー）
- スライム冒険記（プロデューサー）

1996年
- 特務戦隊シャインズマン（プロデューサー）
- BLUE SEED2（エグゼクティブプロデューサー）
- BRONZE ZETSUAI since 1989（プロデューサー）
- パンツァードラグーン（プロデューサー）
- 元祖 爆れつハンター（エグゼクティブプロデューサー）

1997年
- GHOST IN THE SHELL / 攻殻機動隊 インターナショナル・ヴァージョン（プロデューサー）
- 新世紀エヴァンゲリオン劇場版 シト新生（プロデューサー）
- 新世紀エヴァンゲリオン劇場版 Air/まごころを、君に（プロデューサー）
- 攻殻機動隊 GHOST IN THE SHELL（プロデューサー、PS用ゲーム）
- 爆走兄弟レッツ&ゴー!!WGP 暴走ミニ四駆大追跡!（スペシャルサンクス）

1998年
- 新世紀エヴァンゲリオン劇場版 DEATH (TRUE)² / Air / まごころを、君に（プロデューサー）
- ダブルキャスト（エグゼクティブプロデューサー）
- 季節を抱きしめて（エグゼクティブプロデューサー）
- サンパギータ（エグゼクティブプロデューサー）
- 雪割りの花（エグゼクティブプロデューサー）
- ゼノギアス（オープニングムービー）
- 機動戦艦ナデシコ -The prince of darkness-（スペシャルサンクス）
- ゲキ・ガンガー3 熱血大決戦!!（企画）

1999年
- なんちゃってバンパイヤン（製作）
- アキハバラ電脳組 2011年の夏休み（製作）
- LOVE&DESTROY（アニメーション エグゼクティブ・プロデューサー）

2000年
- フリクリ（製作）
- 人狼 JIN-ROH（エグゼクティブプロデューサー）
- スキャンダル（エグゼクティブプロデューサー）
- BLOOD THE LAST VAMPIRE（製作総指揮/企画協力、映画版）
- 機動警察パトレイバー 〜ゲームエディション〜（エグゼクティブプロデューサー）
- BLOOD THE LAST VAMPIRE 上巻（エグゼクティブプロデューサー、ゲーム版）
- BLOOD THE LAST VAMPIRE 下巻（エグゼクティブプロデューサー、ゲーム版）

2001年
- サクラ大戦3 ～巴里は燃えているか～（プロデューサー）
- サクラ大戦 活動写真（製作）
- ミニパト（企画）
- バンパイヤン・キッズ（企画）

2002年
- 攻殻機動隊 STAND ALONE COMPLEX（企画）
- テニスの王子様 A DAY OF THE SURVIVAL MOUNTAIN ～恐怖の強化トレーニング！～（アニメーションプロデューサー）
- サーヴィランス 監視者（エグゼクティブプロデューサー）

2003年
- エグザスケルトン（エグゼクティブプロデューサー）
- キル・ビル（アニメパート製作総指揮）
- 魁!!クロマティ高校（企画）
- OVER THE MONOCHROME RAINBOW featuring SHOGO HAMADA（エグゼクティブプロデューサー）
- DEAD LEAVES（エグゼクティブプロデューサー）

2004年
- 攻殻機動隊 STAND ALONE COMPLEX（スーパーバイザー、PS2用ゲーム）
- イノセンス（プロデューサー）
- イノセンスの情景 Animated Clips（製作）
- お伽草子（企画）
- 攻殻機動隊 S.A.C. 2nd GIG（企画）

2005年
- 劇場版 テニスの王子様 二人のサムライ The First Game（製作）
- 劇場版 テニスの王子様 跡部からの贈り物 〜君に捧げるテニプリ祭り〜（製作）
- 劇場版ツバサ・クロニクル 鳥カゴの国の姫君（製作）
- 劇場版xxxHOLiC 真夏ノ夜ノ夢（製作）
- 攻殻機動隊 STAND ALONE COMPLEX -狩人の領域-（スーパーバイザー）
- 攻殻機動隊 STAND ALONE COMPLEX The Laughing Man（企画）
- 機動警察パトレイバーかむばっく ミニパト（企画/チーフプロデューサー）
- BLOOD+（エグゼクティブプロデューサー）
- IGPX（企画）

2006年
- 攻殻機動隊 S.A.C. 2nd GIG Individual Eleven（企画）
- 立喰師列伝（企画/出演 哭きの犬丸）
- xxxHOLiC（企画）
- 攻殻機動隊 STAND ALONE COMPLEX　Solid State Society（企画）
- シュヴァリエ 〜Le Chevalier D'Eon〜（企画）

2007年
- REIDEEN（企画）
- 精霊の守り人（企画）
- ウエルベールの物語 〜Sisters of Wellber〜（製作）
- 東京マーブルチョコレート -マタアイマショウ-（製作）
- 東京マーブルチョコレート -全力少年-（製作）
- 東京マーブルチョコレート（製作、映画編集版）
- 神霊狩/GHOST HOUND（企画）
- ゆめだまや奇談（製作）
- ウエルベールの物語 哀しみの戦士ガラハドの挽歌（製作）

2008年
- ウエルベールの物語 〜Sisters of Wellber〜 第二幕（製作）
- 図書館戦争（製作）
- xxxHOLiC◆継（企画）
- RD 潜脳調査室（企画）
- ケータイ捜査官7（企画）
- GHOST IN THE SHELL / 攻殻機動隊2.0（プロデューサー）
- スカイ・クロラ The Sky Crawlers（製作指揮/製作プロデューサー）
- 無限の住人（企画）
- バットマン ゴッサムナイト（プロデューサー）

2009年
- 東のエデン（製作）
- 宮本武蔵 -双剣に馳せる夢-（企画）
- ホッタラケの島 〜遥と魔法の鏡〜（製作）
- テイルズ オブ ヴェスペリア 〜The First Strike〜（製作）
- 君に届け（企画）
- Halo Legends（エグゼクティブプロデューサー）
- 東のエデン 劇場版I The King of Eden（製作）

2010年
- 東のエデン 劇場版II Paradise Lost（製作）
- 書家（製作）
- 劇場版 ブレイク ブレイド（企画）
- 君に届け（製作、実写映画版）
- 戦国BASARA弐（製作）
- Dante’s Inferno An Animated Epic（プロデューサー）
- Cyborg 009 The Reopening（エグゼクティブプロデューサー）
- Jet‘aime ジュテーム（エグゼクティブプロデューサー）

2011年
- 君に届け 2ND SEASON（企画）
- たんすわらし。（企画）
- もしドラ／もし高校野球の女子マネージャーがドラッカーの『マネジメント』を読んだら（制作統括）
- 劇場版 戦国BASARA -The Last Party-（製作）
- BLOOD-C（企画）
- 劇場版 テニスの王子様 英国式庭球城決戦!（製作）
- ギルティクラウン（製作）

2012年
- 輪廻のラグランジェ（企画）
- ももへの手紙（企画）
- 劇場版 BLOOD-C The Last Dark（製作総指揮/企画）
- 図書館戦争 革命のつばさ（企画）
- PSYCHO-PASS サイコパス（製作）
- ROBOTICS;NOTES ロボティクス・ノーツ（製作）
- 009 RE:CYBORG（製作プロデューサー）
- 輪廻のラグランジェ season 2（企画）
- 輪廻のラグランジェ 鴨川デイズ（企画）

2013年
- Kick-Heart（エグゼクティブプロデューサー）
- 宇宙戦艦ヤマト2199（企画）
- 進撃の巨人（製作）
- 翠星のガルガンティア（企画）
- ハル（製作）
- 攻殻機動隊 ARISE border:1 Ghost Pain（製作総指揮）
- 攻殻機動隊 ARISE border:2 Ghost Whispers（製作総指揮）
- ダイヤのA（企画）

2014年
- ブレイクブレイド（企画）
- ハイキュー!!（製作）
- PSYCHO-PASS サイコパス 新編集版（製作）
- 劇場版「進撃の巨人」前編～紅蓮の弓矢～（エグゼクティブプロデューサー）
- 劇場版「進撃の巨人」後編～自由の翼～（エグゼクティブプロデューサー）
- ジョバンニの島（エグゼクティブプロデューサー）
- 攻殻機動隊 ARISE border:3 Ghost Tears（製作総指揮）
- 攻殻機動隊 ARISE border:4 Ghost Stands Alone（製作総指揮）
- 新テニスの王子様 OVA vs Genius10（企画）
- 翠星のガルガンティア 〜めぐる航路、遥か〜後編（企画）

2015年
- GARM WARS The Last Druid（製作）
- 純潔のマリア（企画）
- 百日紅 〜Miss HOKUSAI〜（製作総指揮）
- カラフル忍者いろまき（企画）
- 攻殻機動隊 ARISE ALTERNATIVE ARCHITECTURE（製作総指揮）
- 攻殻機動隊 新劇場版（製作総指揮）
- 進撃！巨人中学校（エグゼクティブプロデューサー）
- ハイキュー!! セカンドシーズン（製作）
- ダイヤのA-SECOND SEASON-（企画）

2016年
- 魔法使いの嫁 星待つひと：前篇（製作総指揮）
- ハイキュー!! 烏野高校VS白鳥沢学園高校（製作）
- スターフォックス ゼロ ザ・バトル・ビギンズ（プロデューサー）
- CYBORG009 CALL OF JUSTICE 第1章（企画）
- CYBORG009 CALL OF JUSTICE 第2章（企画）
- CYBORG009 CALL OF JUSTICE 第3章（企画）
- ファントム オブ キル -Zeroからの反逆-（エグゼクティブプロデューサー）

2017年
- 魔法使いの嫁 星待つひと：中編（製作総指揮）
- エンシェンと魔法のタブレット ～もうひとつのひるね姫～（エグゼクティブプロデューサー）
- ひるね姫 〜知らないワタシの物語〜（製作）
- 進撃の巨人 Season 2（エグゼクティブプロデューサー）
- ゴースト・イン・ザ・シェル（エグゼクティブプロデューサー）
- ボールルームへようこそ（エグゼクティブプロデューサー）
- 魔法使いの嫁（製作総指揮)

2018年
- 銀河英雄伝説 Die Neue These 邂逅（企画）
- 進撃の巨人 Season 3（エグゼクティブプロデューサー）
- 風が強く吹いている（製作）

2019年
- バースデー・ワンダーランド（企画）

2022年
- かがみの孤城（製作）

2023年
- 進撃の巨人 The Final Season 完結編（前編）（企画・プロデュース）

## 出演作
- 立喰師列伝（2006年 哭きの犬丸）

## 著書
- 『アニメーション業界・異端児プロデューサーの現場力革命』KKベストセラーズ、2009年。ISBN 978-4584131251

## 関連書籍
- キネ旬ムック『『千と千尋の神隠し』を読む40の目』（2001年、キネマ旬報社） ISBN 4873765749 - アニメ制作会社スタジオジブリの鈴木敏夫との対談。
- 『アニメージュ』（2004年1月号、徳間書店） - インタビュー『この人に話を聞きたい』。
- 梶山寿子『雑草魂―石川光久 アニメビジネスを変えた男』（2006年、日経BP） ISBN 4822220648 - 日経BPのホームページに連載された記事に大幅加筆したもの。

## 関連人物
- 後藤隆幸 - プロダクション・アイジー副社長
- 押井守 - アニメ監督・映画監督
- クエンティン・タランティーノ - 映画監督
- 堀川憲司 - ピーエーワークス代表取締役社長
- 石井朋彦 - クラフター取締役
- 鈴木敏夫 - スタジオジブリ代表取締役
- 大月俊倫 - ガンジス社長
- 神山健治 - アニメ監督・押井塾出身
- 宮本茂 - 任天堂代表取締役フェロー
- 藤咲淳一 - アニメ監督・押井塾出身
- 本広克行 - 映画監督・アニメ監督
- 三池崇史 - 映画監督